# Ante Zurak
Ante Zurak (Zara, 13 agosto 1984) è un calciatore croato, di ruolo difensore.

## Carriera
Zurak militò nello Zadar e nel Međimurje Čakovec, prima di trasferirsi ai norvegesi dell'Alta. Esordì nel club, partecipante all'Adeccoligaen, in data 24 agosto 2008: fu infatti titolare nel successo per 4-1 sul Bryne. Rimase fino al termine della stagione, per poi accordarsi con il Široki Brijeg. Tornò poi al Međimurje Čakovec, per poi giocare nel Šibenik e negli iraniani del Mes Kerman. Accettò poi un contratto offertogli dai bosniaci del GOŠK Gabela.